# 人吉温泉
人吉温泉（ひとよしおんせん）は、熊本県人吉市にある温泉。

## 泉質
- 炭酸水素塩泉

源泉は約50カ所ある。かつての上総掘りで掘られた源泉もある。新たな源泉を開発する際にはボーリングにより古くからの源泉より深く掘ることが多い。その場合、古くからの源泉の出が悪くなる現象が発生している。

## 温泉街

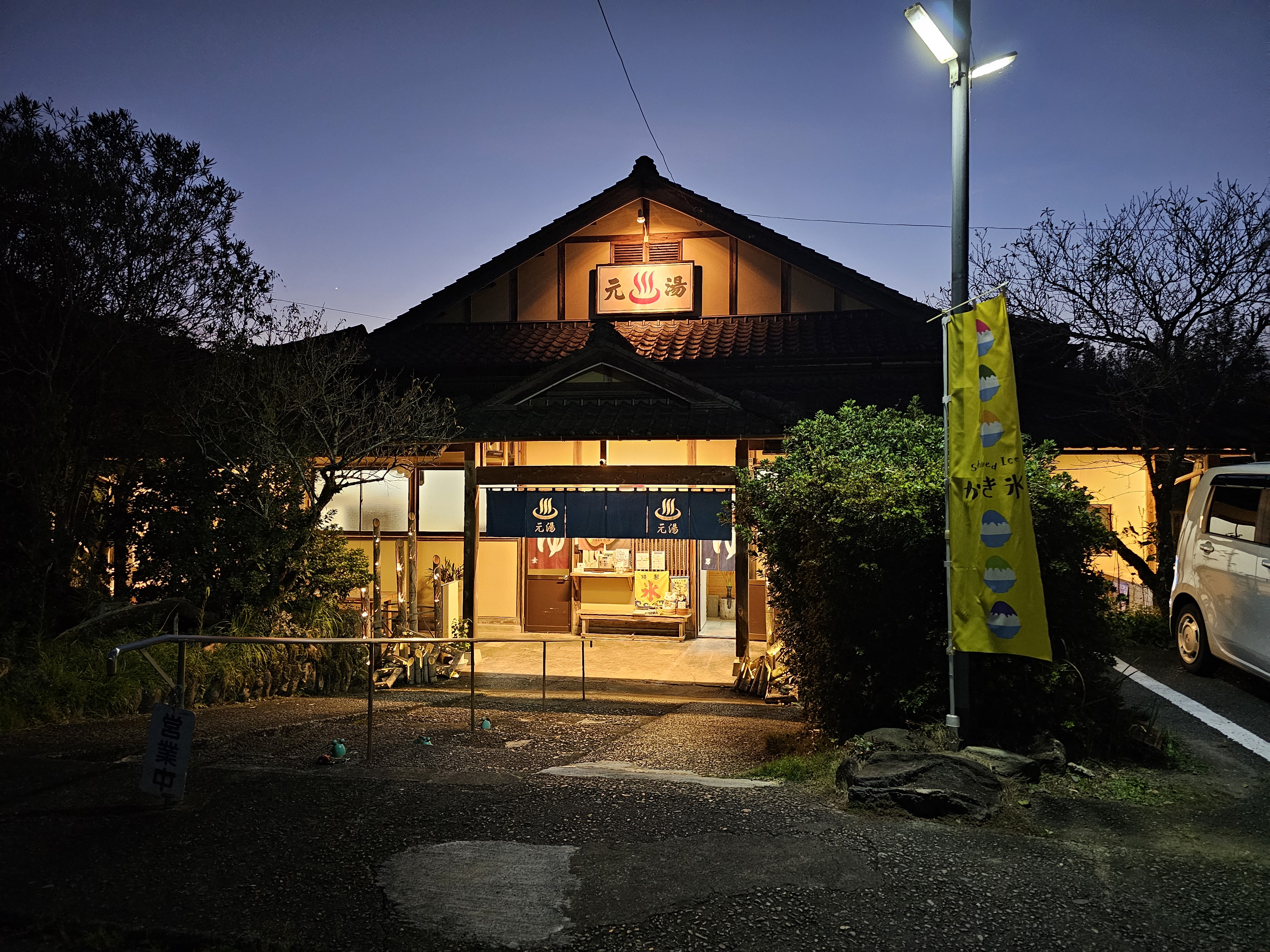
人吉温泉 元湯

球磨川上流部に温泉街が広がる。旅館や共同浴場（下記参照）が数多く存在する。人吉市内にある温泉の共同浴場は5ヵ所で、飲泉可能な施設もある。
- 人吉温泉 元湯（80年以上の歴史がある温泉[3]）
- 新温泉（昭和初期からある公衆温泉[3]、泉質は弱アルカリ単純温泉[3]）
- 人吉温泉 人吉旅館（登録有形文化財の人吉旅館[2]に併設の施設）
- 鶯温泉（泉質は弱アルカリ単純温泉[3]）
- 筌場温泉 花手箱
- 川端温泉
- 桃李温泉 季節の杜 石庭
- 中央温泉
- 堤温泉（1921年創業[4]、繊月酒造工場に隣接[3]、2021年11月14日の営業後に建て替えが行われ2022年秋に再開[注 1]）
- 華まき温泉
- 平成ハウス
- 明哲温泉
- 相良路の湯 おおが

他にも多数存在する。

## 歴史
開湯時期は不明であるが、近隣に平安時代の大同元年（806年）に創建されて、熊本県に現存する文化財として唯一の国宝に指定されている青井阿蘇神社がある。1492年に相良為続が入湯した記録が残る。最初に開かれた温泉は球磨川と万江川の合流地点付近である。
人吉駅近くの現在地に温泉が開かれたのは1910年である。
2010年代半ばからは、人吉と舞台が似ている漫画・テレビアニメ作品『夏目友人帳』の聖地巡礼で立ち寄るファンもいる。

## アクセス
- JR九州肥薩線人吉駅より徒歩10分（800m）。
- 九州自動車道人吉インターチェンジより2㎞。